# No More Mr. Nice Guy
„No More Mr. Nice Guy“ je šestá skladba z alba Billion Dollar Babies od Alice Coopera z roku 1973. Skladba vyšla i jako singl s písní „Raped and Freezin'“ na straně B. Skladbu složil Cooper spolu s Michaelem Brucem. V roce 1989 skladbu předělala skupina Megadeth. V roce 2011 část skladby zazněla v epizodě Mnoho tváří lásky (22×17) seriálu Simpsonovi.

## Sestava
- Alice Cooper – zpěv
- Glen Buxton – sólová kytara
- Michael Bruce – rytmická kytara
- Dennis Dunaway – basová kytara
- Neal Smith – bicí